# Beaufort (triennale)
Pour les articles homonymes, voir Beaufort.
 (octobre 2023).
Si vous disposez d'ouvrages ou d'articles de référence ou si vous connaissez des sites web de qualité traitant du thème abordé ici, merci de compléter l'article en donnant les références utiles à sa vérifiabilité et en les liant à la section « Notes et références ».
Beaufort est un projet artistique triennal le long de la côte belge, dont la première édition a eu lieu en 2003. Tous les trois ans, des œuvres d'art contemporain sont installées le long de la côte. Certaines demeurent ensuite de manière pérenne.

## Éditions
Beaufort a débuté en 2003 dans le cadre d'une collaboration entre l'asbl ku(n)st et le Musée provincial d'art moderne (PMMK). La première édition, « 2003 Beaufort: kunst aan zee », RAN[pas clair] du 28 mars au 10 octobre 2003, sous la curatelle de Willy Van den Bussche, le conservateur du PMMK. Des œuvres d'art ont été érigées dans l'espace public de neuf communes côtières. Parallèlement, l'exposition Marines in confrontatie se déroule au PMMK d'Ostende, dans laquelle des artistes de renom créent des œuvres sur le thème de la mer.
Willy Van den Bussche était également commissaire de la deuxième édition en 2006, intitulée Beaufort02. Elle aurait attiré entre 400 000 et 600 000 visiteurs.
L'édition 2009, Beaufort03, a débuté le 28 mars et a duré jusqu'au 10 octobre 2009. Le conservateur était le nouveau conservateur du PMMK rebaptisé Mu.ZEE, Phillip Van den Bossche.
En 2012, il fait à nouveau la sélection pour Beaufort04, maintenant en collaboration avec Jan Maeyaert, ((nl)) intendant⇔intendant de l'asbl ku(n)st, avec le thème Europe.
En 2015, Beaufort05 a été supervisé par une équipe de commissaires : Van den Bossche, Hilde Teerlinck, Lorenzo Benedetti et Patrick Ronse.
L'édition 2018, Beaufort 2018, s'est déroulée du 30 mars au 30 septembre 2018 et a été organisée par la commissaire Heidi Ballet. Un thème important, en plus du motif récurrent de la mer, était celui du rôle des monuments permanents.
Beaufort 2024 se déroule du 27 mars au 3 novembre 2024. Cette édition, dont la curatrice est Els Wuyts (nl), présente dix-huit nouvelles œuvres d'art réparties sur la côte, dont huit feront partie permanente du Parc de Sculptures de Beaufort.

## Œuvres d'art
Les œuvres d'art érigées sont spécialement conçues pour le projet ou non. En 2003, cinq ouvrages ont été achetées par les communes, dont la tortue de Jan Fabre, placée sur la citadelle de Namur. D'autres œuvres ont été placées ailleurs : le troupeau d'éléphants en bois d'Andries Botha a été acheté par la Royal Zoological Society d'Anvers et a été placé à l'AfricaMuseum pendant un certain temps, avant de déménager à Planckendael en 2011.
Les œuvres achetées forment une exposition permanente, appelée Parc de sculptures de Beaufort.

### Parc de sculptures Beaufort
| Commune                | Titre                                               | Artiste                         | Édition | Lieu                                                  | Image |
| ---------------------- | --------------------------------------------------- | ------------------------------- | ------- | ----------------------------------------------------- | ----- |
| Blankenberge           | Babies                                              | David Černý                     | 2006    | Casino Blankenberge                                   |       |
| Blankenberge           | Saltimbanque                                        | Folkert de Jong                 | 2012    | Paravang                                              |       |
| Bredene                | Albedo                                              | Niek Kemps                      |         | plage                                                 |       |
| De Haan-Westende       | Sagueando nuestra historia                          | collectief Brigada Ramona Parra |         | tunnel Zeepreventorium                                |       |
| De Haan-Westende       | Eternity - Poseidon                                 | Xu Zhen                         | 2018    | Zeedijk                                               |       |
| De Panne               | Boundaries of Infinity                              | Norbert Francis Attard          | 2012    | aan het gemeentehuis, Zeelaan                         |       |
| De Panne               | Christophorus                                       | Gerhard Lentink                 | 2003    | Dynastielaan                                          |       |
| De Panne               | Twin Stations                                       | Matt Mullican                   | 2009    | Arrêt de tram Loskaai                                 |       |
| De Panne               | De Drie Wijsneuzen van De Panne                     | Jos De Gruyter en Harald Theys  | 2018    | plage                                                 |       |
| De Panne               | Monument for Cervus Vitalis #2 (Malus Sylvestris)   | Stief Desmet                    | 2018    | Natuurdomein Garzebekebeld, Vijvers Markey, Adinkerke |       |
| Knokke-Heist           | A fisherman's friend                                | Peter Rogiers                   | 2009    | Sint-Michielspleintje                                 |       |
| Knokke-Heist           | Labyrinth And Pleasure Garden #23                   | Jan Vercruysse                  |         | IJzerpark                                             |       |
| Knokke-Heist           | Beach Castle                                        | Jean-François Fourtou           | 2018    | Maurice Lippensplein                                  |       |
| Koksijde-Oostduinkerke | Acqua scivolo                                       | Anne en Patrick Poirier         | 2003    | Prof. Blanchardlaan, Oostduinkerke                    |       |
| Koksijde-Oostduinkerke | The Wanderer                                        | Melita Couta                    | 2012    | hoek Westdiephelling/Albert I-laan, Oostduinkerke     |       |
| Koksijde-Oostduinkerke | Really Shiny Things That Don't Really Mean Anything | Ryan Gander                     | 2018    | Gemeenteplein, Koksijde                               |       |
| Middelkerke-Westende   | Caterpillar 5bis (kopie)                            | Wim Delvoye                     | 2003    | Dijk, Middelkerke                                     |       |
| Middelkerke-Westende   | I can hear it                                       | Ivars Drulle                    | 2012    | Plage devant l'Hotel Belle-Vue, Westende              |       |
| Middelkerke-Westende   | Olnetop                                             | Nick Ervinck                    | 2012    | Plage devant l'Hotel Belle-Vue, Westende              |       |
| Middelkerke-Westende   | The Navigator Monument                              | Simon Dybbroe Møller            | 2018    | Middelkerke                                           |       |
| Nieuwpoort             | Searching for Utopia                                | Jan Fabre                       | 2003    | Dienstweg Havengeul                                   |       |
| Nieuwpoort             | Le vent souffle où il veut                          | Daniel Buren                    | 2009    | Koninklijke Jachtclub                                 |       |
| Nieuwpoort             | Men                                                 | Nina Beier                      |         | Brise-lames                                           |       |
| Oostende               | Im Gebiss der Zeit                                  | Norbert Schwontkowski           | 2006    | Sint-Petrus-en-Pauluskerk                             |       |
| Oostende               | Ik, James Ensor                                     | Daniel Spoerri                  | 2003    | -                                                     |       |
| Oostende               | Metatron                                            | Louis De Cordier                |         | Provinciedomein Raversijde                            |       |
| Oostende               | Rock Strangers                                      | Arne Quinze                     | 2012    | Dijk ter hoogte van Zeeheldenplein                    |       |
| Oostende               | (Forever free) three graces                         | Michael Ray Charles             | 2006    | Maria-Hendrikapark                                    |       |
| Oostende               | Monument for a Wullok                               | Stief Desmet                    | 2018    | einde Westelijke Strekdam                             |       |
| Oostende               | Sorry                                               | Guillaume Bijl                  | 2018    | Leopoldpark                                           |       |
| Zeebrugge              | De man die de boot zag, in de lucht                 | Jean Bilquin                    |         | Plage                                                 |       |

## Artistes ayant participé

### 2021

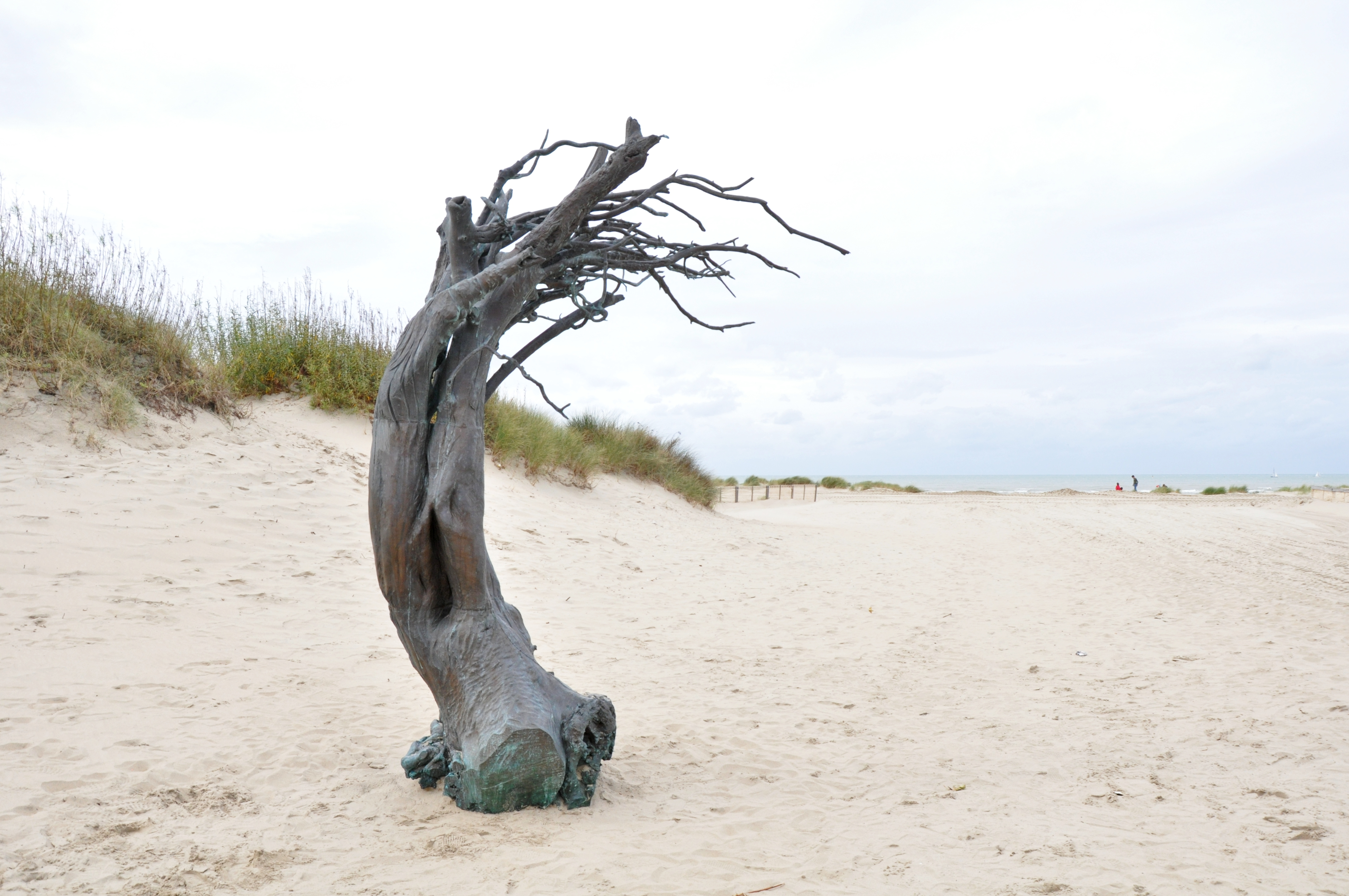
en par Els Dietvorst

- Els Dietvorst (Belgique), Windswept, Oostduinkerke, 2021
- Michael Rakowitz (USA), Cast Away, La Panne, 2021
- Laure Prouvost (France), La Panne, 2021
- Heidi Voet (Belgique), Coxyde-Oostduinkerke, 2021
- Goshka Macuga (Pologne), Nieuport, 2021
- Maarten Vanden Eynde (Belgique), 2021
- Oliver Laric (Autriche), Middelkerke-Westende, 2021
- Raphaela Vogel (Allemagne), 2021
- Rosa Barba (Italie), Ostende, 2021
- Monokino (Belgique), 2021
- Nicolás Lamas (Pérou), Bredene, 2021
- Rossella Biscotti (Italie), 2021
- Maen Florin (Belgique), De Haan-Wenduine , 2021
- Jimmie Durham (USA), 2021
- Marguerite Humeau (France), Blankenberge, 2021
- Timur Si-Qin (Allemagne), 2021
- Sammy Baloji (République démocratique du Congo), Zeebruges, 2021
- Adrián Villar Rojas (Argentine), 2021
- Ruben Bellinkx (Belgique), Knokke-Heist, 2021
- Jeremy Deller (Grande-Bretagne), 2021

### 2024
- Filip Vervaet  (27 septembre 1977, Malines) : Staging Sea, à La Panne, devant l'église Saint-Pierre (nl).
- Maëlle Dufour (1994, Mons), Capsule, à La Panne (région de Bachten de Kupe)
- Johan Creten  (à Koksijde-Oostduinkerke)
- Jorge Macchi (à Koksijde-Oostduinkerke)
- Selva Aparicio  (à Nieuwpoort)
- Alexandra Bircken (à Nieuwpoort)
- Lucy et Jorge Orta (à Middelkerke-Westende)

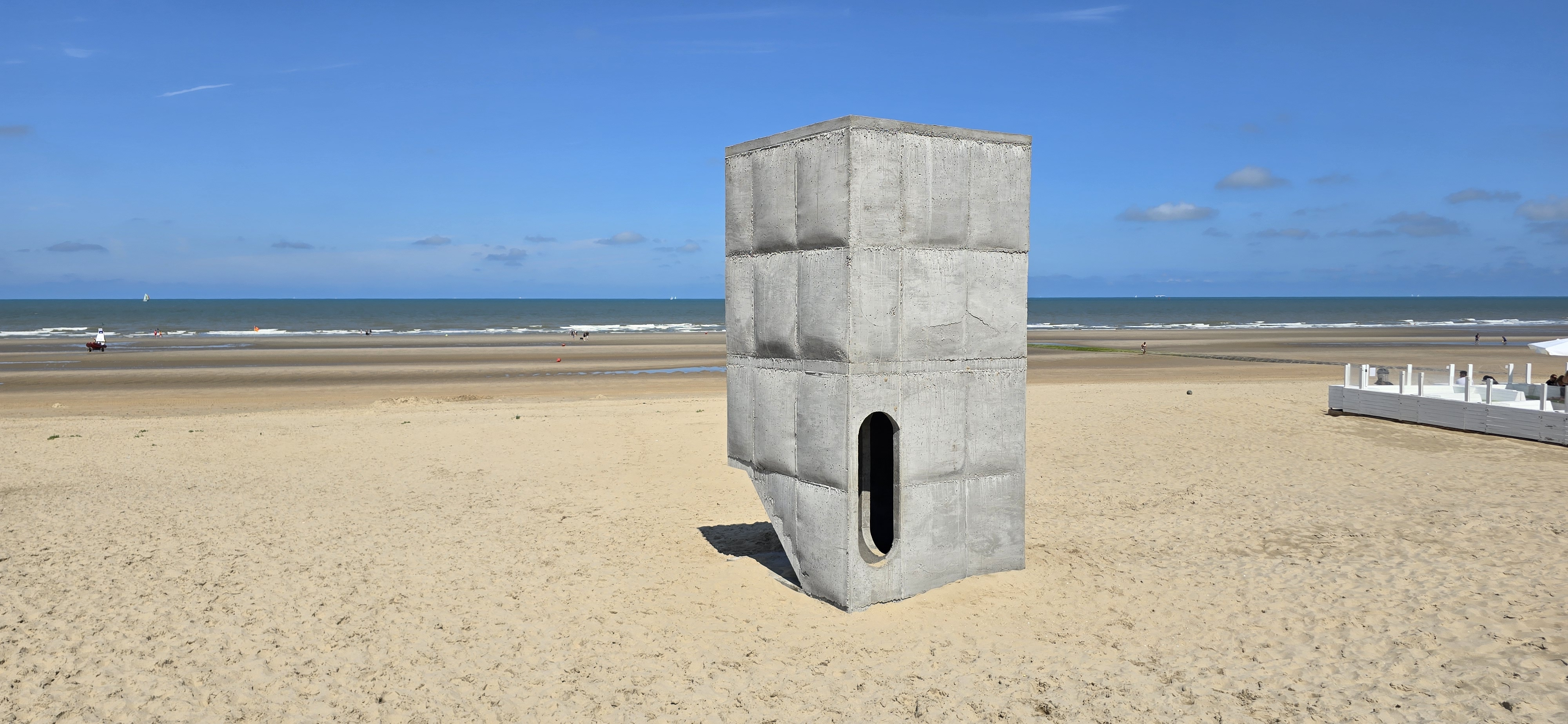
Untitled, Middelkerke, de Jef Meyer.

- Jef Meyer (1989, Anvers) : sans titre (à Middelkerke-Westende, sur la plage)
- Femmy Otten (Pays-Bas) : Moeder (à Ostende, devant le Casino-Kursaal)
- Marius Ritiu (à Ostende)
- Sara Bjarland (d) (à De Haan-Wenduine)
- Pei-Hsuan Wang : Al Met Der Tyd (au Coq, dans les dunes)
- Romain Weintzem
- Driton Selmani, à Blankenberghe
- Monika Sosnowska
- Ivan Morison
- Richard Deacon
- Lucie Lanzini